# Bashkia e Konispolit
Bashkia e Konispolit är en kommun i Albanien.   Den ligger i prefekturen Qarku i Vlorës, i den södra delen av landet, 190 kilometer söder om huvudstaden Tirana.
Trakten runt Bashkia e Konispolit består till största delen av jordbruksmark.  Runt Bashkia e Konispolit är det glesbefolkat, med 12 invånare per kvadratkilometer.